# National Register of Historic Places in New York

Dichte der Einträge nach County

Liste der Einträge im National Register of Historic Places in New York enthält alle im National Register of Historic Places aufgenommenen Gebäude, Bauwerke, Stätten und Objekte in New York.
Es gibt mehr als 5800 Einzeleinträge und historische Distrikte im National Register of Historic Places in diesem US-Bundesstaat. Es gibt sie in allen 62 Countys des Bundesstaates. 258 dieser Einträge sind außerdem als National Historic Landmarks ausgewiesen.
Die Zahl der individuell eingetragenen Anwesen und historischen Distrikte geht aus dem National Register nicht unmittelbar hervor. Die hier angegebenen Zahlen ergeben sich aus Auflistung der Einträge nach den einzelnen Countys.

## Anzahl der Objekte nach County
Stand: 21. April 2017
|         | \| \| County/Stadt \| Liste der Einträge in das NRHP im County \| Anzahl \| \| ------- \| --------------------------------- \| ----------------------------------------------------- \| ------- \| \| 1.1 \| Albany (Stadt) \| NRHP-Einträge in Albany (Albany County) \| 62 \| \| 1.2 \| Albany (andere) \| NRHP-Einträge im Albany County – andere \| 147 \| \| 1 \| Albany (gesamt) \| NRHP-Einträge im Albany County (gesamt) \| 208 \| \| 2 \| Allegany \| NRHP-Einträge im Allegany County \| 28 \| \| 3 \| Bronx \| NRHP-Einträge im Bronx County \| 72 \| \| 4 \| Broome \| NRHP-Einträge im Broome County \| 61 \| \| 5 \| Cattaraugus \| NRHP-Einträge im Cattaraugus County \| 34 \| \| 6 \| Cayuga \| NRHP-Einträge im Cayuga County \| 68 \| \| 7 \| Chautauqua \| NRHP-Einträge im Chautauqua County \| 45 \| \| 8 \| Chemung \| NRHP-Einträge im Chemung County \| 42 \| \| 9 \| Chenango \| NRHP-Einträge im Chenango County \| 43 \| \| 10 \| Clinton \| NRHP-Einträge im Clinton County \| 53 \| \| 11 \| Columbia \| NRHP-Einträge im Columbia County \| 134 \| \| 12 \| Cortland \| NRHP-Einträge im Cortland County \| 28 \| \| 13 \| Delaware \| NRHP-Einträge im Delaware County \| 68 \| \| 14.1 \| Poughkeepsie (Dutchess County) \| NRHP-Einträge in Poughkeepsie (Dutchess County) \| 96 \| \| 14.2 \| Rhinebeck (Dutchess County) \| NRHP-Einträge in Rhinebeck (Dutchess County) \| 40 \| \| 14.3 \| Dutchess (andere) \| NRHP-Einträge im Dutchess County – andere \| 122 \| \| 14 \| Dutchess (gesamt) \| NRHP-Einträge im Dutchess County \| 257 \| \| 15.1 \| Buffalo (Erie County) \| NRHP-Einträge in Buffalo (Erie County) \| 136 \| \| 15.2 \| Erie (andere) \| NRHP-Einträge im Erie County – andere \| 71 \| \| 15 \| Erie (gesamt) \| NRHP-Einträge im Erie County (gesamt) \| 207 \| \| 16 \| Essex \| NRHP-Einträge im Essex County \| 111 \| \| 17 \| Franklin \| NRHP-Einträge im Franklin County \| 78 \| \| 18 \| Fulton \| NRHP-Einträge im Fulton County \| 27 \| \| 19 \| Genesee \| NRHP-Einträge im Genesee County \| 23 \| \| 20 \| Greene \| NRHP-Einträge im Greene County \| 99 \| \| 21 \| Hamilton \| NRHP-Einträge im Hamilton County \| 20 \| \| 22 \| Herkimer \| NRHP-Einträge im Herkimer County \| 66 \| \| 23 \| Jefferson \| NRHP-Einträge im Jefferson County \| 143 \| \| 24 \| Kings (Brooklyn Borough) \| NRHP-Einträge im Kings County (Brooklyn Borough) \| 174 \| \| 25 \| Lewis \| NRHP-Einträge im Lewis County \| 31 \| \| 26 \| Livingston \| NRHP-Einträge im Livingston County \| 89 \| \| 27 \| Madison \| NRHP-Einträge im Madison County \| 79 \| \| 28.1 \| Rochester \| NRHP-Einträge in Rochester (Monroe County) \| 104 \| \| 28.2 \| Monroe (andere) \| NRHP-Einträge im Monroe County – andere \| 94 \| \| 28 \| Monroe (gesamt) \| NRHP-Einträge im Monroe County (gesamt) \| 197 \| \| 29 \| Montgomery \| NRHP-Einträge im Montgomery County \| 60 \| \| 30.1 \| Hempstead (Nassau County) \| NRHP-Einträge in Hempstead (Nassau County) \| 30 \| \| 30.2 \| North Hempstead (Nassau County) \| NRHP-Einträge in North Hempstead (Nassau County) \| 51 \| \| 30.3 \| Oyster Bay (Nassau County) \| Oyster Bay (Nassau County) \| 65 \| \| 30 \| Nassau \| NRHP-Einträge im Nassau County (gesamt) \| 146 \| \| 31.1 \| Manhattan Borough (New York City) \| NRHP-Einträge in Manhattan, südlich 14th (New York) \| 184 \| \| 31.2 \| Manhattan Borough (New York City) \| NRHP-Einträge in Manhattan, 14th–59th (New York) \| 156 \| \| 31.3 \| Manhattan Borough (New York City) \| NRHP-Einträge in Manhattan, 59th–110th (New York) \| 106 \| \| 31.4 \| Manhattan Borough (New York City) \| NRHP-Einträge in Manhattan, nördlich 110th (New York) \| 88 \| \| 31.5 \| Manhattan Borough (New York City) \| NRHP-Einträge in Manhattan, andere Inseln \| 14 \| \| 31 \| Manhattan Borough (New York City) \| NRHP-Einträge in New York (gesamt) \| 547 \| \| 32 \| Niagara \| NRHP-Einträge im Niagara County \| 84 \| \| 33 \| Oneida \| NRHP-Einträge im Oneida County \| 80 \| \| 34.1 \| Syracuse (Onondaga County) \| NRHP-Einträge in Syracuse (Onondaga County) \| 98 \| \| 34.2 \| Onondaga (andere) \| NRHP-Einträge im Onondaga County – andere \| 53 \| \| 34 \| Onondaga \| NRHP-Einträge im Onondaga County (gesamt) \| 151 \| \| 35 \| Ontario \| NRHP-Einträge im Ontario County \| 67 \| \| 36 \| Orange \| NRHP-Einträge im Orange County \| 180 \| \| 37 \| Orleans \| NRHP-Einträge im Orleans County \| 26 \| \| 38 \| Oswego \| NRHP-Einträge im Oswego County \| 92 \| \| 39 \| Otsego \| NRHP-Einträge im Otsego County \| 71 \| \| 40 \| Putnam \| NRHP-Einträge im Putnam County \| 51 \| \| 41 \| Queens \| NRHP-Einträge im Queens County \| 102 \| \| 42 \| Rensselaer \| NRHP-Einträge im Rensselaer County \| 113 \| \| 43 \| Richmond (= Staten Island) \| NRHP-Einträge im Richmond County (=Staten Island) \| 56 \| \| 44 \| Rockland \| NRHP-Einträge im Rockland County \| 85 \| \| 45 \| St. Lawrence \| NRHP-Einträge im St. Lawrence County \| 76 \| \| 46 \| Saratoga \| NRHP-Einträge im Saratoga County \| 75 \| \| 47 \| Schenectady \| NRHP-Einträge im Schenectady County \| 73 \| \| 48 \| Schoharie \| NRHP-Einträge im Schoharie County \| 48 \| \| 49 \| Schuyler \| NRHP-Einträge im Schuyler County \| 19 \| \| 50 \| Seneca \| NRHP-Einträge im Seneca County \| 37 \| \| 51 \| Steuben \| NRHP-Einträge im Steuben County \| 58 \| \| 52.1 \| Babylon (Suffolk County) \| NRHP-Einträge in Babylon (Suffolk County) \| 6 \| \| 52.2 \| Brookhaven (Suffolk County) \| NRHP-Einträge in Brookhaven (Suffolk County) \| 47 \| \| 52.3 \| East Hampton (Suffolk County) \| NRHP-Einträge in East Hampton (Suffolk County) \| 29 \| \| 52.4 \| Huntington (Suffolk County) \| NRHP-Einträge in Huntington (Suffolk County) \| 99 \| \| 52.5 \| Islip (Suffolk County) \| NRHP-Einträge in Islip (Suffolk County) \| 24 \| \| 52.6 \| Riverhead (Suffolk County) \| NRHP-Einträge in Riverhead (Suffolk County) \| 12 \| \| 52.7 \| Shelter Island (Suffolk County) \| NRHP-Einträge in Shelter Island (Suffolk County) \| 9 \| \| 52.8 \| Smithtown (Suffolk County) \| NRHP-Einträge in Smithtown (Suffolk County) \| 22 \| \| 52.9 \| Southampton (Suffolk County) \| NRHP-Einträge in Southampton (Suffolk County) \| 35 \| \| 52.10 \| Southold (Suffolk County) \| NRHP-Einträge in Southold (Suffolk County) \| 24 \| \| 52 \| Suffolk \| NRHP-Einträge im Suffolk County (gesamt) \| 306 \| \| 53 \| Sullivan \| NRHP-Einträge im Sullivan County \| 77 \| \| 54 \| Tioga \| NRHP-Einträge im Tioga County \| 55 \| \| 55 \| Tompkins \| NRHP-Einträge im Tompkins County \| 57 \| \| 56 \| Ulster \| NRHP-Einträge im Ulster County \| 180 \| \| 57 \| Warren \| NRHP-Einträge im Warren County \| 73 \| \| 58 \| Washington \| NRHP-Einträge im Washington County \| 52 \| \| 59 \| Wayne \| NRHP-Einträge im Wayne County \| 37 \| \| 60.1 \| Westchester – New Rochelle \| NRHP-Einträge in New Rochelle (Westchester County) \| 12 \| \| 60.2 \| Westchester – Peekskill \| NRHP-Einträge in Peekskill (Westchester County) \| 13 \| \| 60.3 \| Westchester – Yonkers \| NRHP-Einträge in Yonkers (Westchester County) \| 27 \| \| 60.4 \| Westchester (Nord) \| NRHP-Einträge im Westchester County – Nord \| 93 \| \| 60.5 \| Westchester (Süd) \| NRHP-Einträge im Westchester County – Süd \| 88 \| \| 60 \| Westchester (gesamt) \| NRHP-Einträge im Westchester County (gesamt) \| 230 \| \| 61 \| Wyoming \| NRHP-Einträge im Wyoming County \| 27 \| \| 62 \| Yates County \| NRHP-Einträge im Yates County \| 66 \| \| Gesamt: \| Gesamt: \| Gesamt: \| 5.886 1 \| |                                                       |         |
|         | County/Stadt | Liste der Einträge in das NRHP im County              | Anzahl  |
| 1.1     | Albany (Stadt) | NRHP-Einträge in Albany (Albany County)               | 62      |
| 1.2     | Albany (andere) | NRHP-Einträge im Albany County – andere               | 147     |
| 1       | Albany (gesamt) | NRHP-Einträge im Albany County (gesamt)               | 208     |
| 2       | Allegany | NRHP-Einträge im Allegany County                      | 28      |
| 3       | Bronx | NRHP-Einträge im Bronx County                         | 72      |
| 4       | Broome | NRHP-Einträge im Broome County                        | 61      |
| 5       | Cattaraugus | NRHP-Einträge im Cattaraugus County                   | 34      |
| 6       | Cayuga | NRHP-Einträge im Cayuga County                        | 68      |
| 7       | Chautauqua | NRHP-Einträge im Chautauqua County                    | 45      |
| 8       | Chemung | NRHP-Einträge im Chemung County                       | 42      |
| 9       | Chenango | NRHP-Einträge im Chenango County                      | 43      |
| 10      | Clinton | NRHP-Einträge im Clinton County                       | 53      |
| 11      | Columbia | NRHP-Einträge im Columbia County                      | 134     |
| 12      | Cortland | NRHP-Einträge im Cortland County                      | 28      |
| 13      | Delaware | NRHP-Einträge im Delaware County                      | 68      |
| 14.1    | Poughkeepsie (Dutchess County) | NRHP-Einträge in Poughkeepsie (Dutchess County)       | 96      |
| 14.2    | Rhinebeck (Dutchess County) | NRHP-Einträge in Rhinebeck (Dutchess County)          | 40      |
| 14.3    | Dutchess (andere) | NRHP-Einträge im Dutchess County – andere             | 122     |
| 14      | Dutchess (gesamt) | NRHP-Einträge im Dutchess County                      | 257     |
| 15.1    | Buffalo (Erie County) | NRHP-Einträge in Buffalo (Erie County)                | 136     |
| 15.2    | Erie (andere) | NRHP-Einträge im Erie County – andere                 | 71      |
| 15      | Erie (gesamt) | NRHP-Einträge im Erie County (gesamt)                 | 207     |
| 16      | Essex | NRHP-Einträge im Essex County                         | 111     |
| 17      | Franklin | NRHP-Einträge im Franklin County                      | 78      |
| 18      | Fulton | NRHP-Einträge im Fulton County                        | 27      |
| 19      | Genesee | NRHP-Einträge im Genesee County                       | 23      |
| 20      | Greene | NRHP-Einträge im Greene County                        | 99      |
| 21      | Hamilton | NRHP-Einträge im Hamilton County                      | 20      |
| 22      | Herkimer | NRHP-Einträge im Herkimer County                      | 66      |
| 23      | Jefferson | NRHP-Einträge im Jefferson County                     | 143     |
| 24      | Kings (Brooklyn Borough) | NRHP-Einträge im Kings County (Brooklyn Borough)      | 174     |
| 25      | Lewis | NRHP-Einträge im Lewis County                         | 31      |
| 26      | Livingston | NRHP-Einträge im Livingston County                    | 89      |
| 27      | Madison | NRHP-Einträge im Madison County                       | 79      |
| 28.1    | Rochester | NRHP-Einträge in Rochester (Monroe County)            | 104     |
| 28.2    | Monroe (andere) | NRHP-Einträge im Monroe County – andere               | 94      |
| 28      | Monroe (gesamt) | NRHP-Einträge im Monroe County (gesamt)               | 197     |
| 29      | Montgomery | NRHP-Einträge im Montgomery County                    | 60      |
| 30.1    | Hempstead (Nassau County) | NRHP-Einträge in Hempstead (Nassau County)            | 30      |
| 30.2    | North Hempstead (Nassau County) | NRHP-Einträge in North Hempstead (Nassau County)      | 51      |
| 30.3    | Oyster Bay (Nassau County) | Oyster Bay (Nassau County)                            | 65      |
| 30      | Nassau | NRHP-Einträge im Nassau County (gesamt)               | 146     |
| 31.1    | Manhattan Borough (New York City) | NRHP-Einträge in Manhattan, südlich 14th (New York)   | 184     |
| 31.2    | Manhattan Borough (New York City) | NRHP-Einträge in Manhattan, 14th–59th (New York)      | 156     |
| 31.3    | Manhattan Borough (New York City) | NRHP-Einträge in Manhattan, 59th–110th (New York)     | 106     |
| 31.4    | Manhattan Borough (New York City) | NRHP-Einträge in Manhattan, nördlich 110th (New York) | 88      |
| 31.5    | Manhattan Borough (New York City) | NRHP-Einträge in Manhattan, andere Inseln             | 14      |
| 31      | Manhattan Borough (New York City) | NRHP-Einträge in New York (gesamt)                    | 547     |
| 32      | Niagara | NRHP-Einträge im Niagara County                       | 84      |
| 33      | Oneida | NRHP-Einträge im Oneida County                        | 80      |
| 34.1    | Syracuse (Onondaga County) | NRHP-Einträge in Syracuse (Onondaga County)           | 98      |
| 34.2    | Onondaga (andere) | NRHP-Einträge im Onondaga County – andere             | 53      |
| 34      | Onondaga | NRHP-Einträge im Onondaga County (gesamt)             | 151     |
| 35      | Ontario | NRHP-Einträge im Ontario County                       | 67      |
| 36      | Orange | NRHP-Einträge im Orange County                        | 180     |
| 37      | Orleans | NRHP-Einträge im Orleans County                       | 26      |
| 38      | Oswego | NRHP-Einträge im Oswego County                        | 92      |
| 39      | Otsego | NRHP-Einträge im Otsego County                        | 71      |
| 40      | Putnam | NRHP-Einträge im Putnam County                        | 51      |
| 41      | Queens | NRHP-Einträge im Queens County                        | 102     |
| 42      | Rensselaer | NRHP-Einträge im Rensselaer County                    | 113     |
| 43      | Richmond (= Staten Island) | NRHP-Einträge im Richmond County (=Staten Island)     | 56      |
| 44      | Rockland | NRHP-Einträge im Rockland County                      | 85      |
| 45      | St. Lawrence | NRHP-Einträge im St. Lawrence County                  | 76      |
| 46      | Saratoga | NRHP-Einträge im Saratoga County                      | 75      |
| 47      | Schenectady | NRHP-Einträge im Schenectady County                   | 73      |
| 48      | Schoharie | NRHP-Einträge im Schoharie County                     | 48      |
| 49      | Schuyler | NRHP-Einträge im Schuyler County                      | 19      |
| 50      | Seneca | NRHP-Einträge im Seneca County                        | 37      |
| 51      | Steuben | NRHP-Einträge im Steuben County                       | 58      |
| 52.1    | Babylon (Suffolk County) | NRHP-Einträge in Babylon (Suffolk County)             | 6       |
| 52.2    | Brookhaven (Suffolk County) | NRHP-Einträge in Brookhaven (Suffolk County)          | 47      |
| 52.3    | East Hampton (Suffolk County) | NRHP-Einträge in East Hampton (Suffolk County)        | 29      |
| 52.4    | Huntington (Suffolk County) | NRHP-Einträge in Huntington (Suffolk County)          | 99      |
| 52.5    | Islip (Suffolk County) | NRHP-Einträge in Islip (Suffolk County)               | 24      |
| 52.6    | Riverhead (Suffolk County) | NRHP-Einträge in Riverhead (Suffolk County)           | 12      |
| 52.7    | Shelter Island (Suffolk County) | NRHP-Einträge in Shelter Island (Suffolk County)      | 9       |
| 52.8    | Smithtown (Suffolk County) | NRHP-Einträge in Smithtown (Suffolk County)           | 22      |
| 52.9    | Southampton (Suffolk County) | NRHP-Einträge in Southampton (Suffolk County)         | 35      |
| 52.10   | Southold (Suffolk County) | NRHP-Einträge in Southold (Suffolk County)            | 24      |
| 52      | Suffolk | NRHP-Einträge im Suffolk County (gesamt)              | 306     |
| 53      | Sullivan | NRHP-Einträge im Sullivan County                      | 77      |
| 54      | Tioga | NRHP-Einträge im Tioga County                         | 55      |
| 55      | Tompkins | NRHP-Einträge im Tompkins County                      | 57      |
| 56      | Ulster | NRHP-Einträge im Ulster County                        | 180     |
| 57      | Warren | NRHP-Einträge im Warren County                        | 73      |
| 58      | Washington | NRHP-Einträge im Washington County                    | 52      |
| 59      | Wayne | NRHP-Einträge im Wayne County                         | 37      |
| 60.1    | Westchester – New Rochelle | NRHP-Einträge in New Rochelle (Westchester County)    | 12      |
| 60.2    | Westchester – Peekskill | NRHP-Einträge in Peekskill (Westchester County)       | 13      |
| 60.3    | Westchester – Yonkers | NRHP-Einträge in Yonkers (Westchester County)         | 27      |
| 60.4    | Westchester (Nord) | NRHP-Einträge im Westchester County – Nord            | 93      |
| 60.5    | Westchester (Süd) | NRHP-Einträge im Westchester County – Süd             | 88      |
| 60      | Westchester (gesamt) | NRHP-Einträge im Westchester County (gesamt)          | 230     |
| 61      | Wyoming | NRHP-Einträge im Wyoming County                       | 27      |
| 62      | Yates County | NRHP-Einträge im Yates County                         | 66      |
| Gesamt: | Gesamt: | Gesamt:                                               | 5.886 1 |